# Список перших зимових сходжень на восьмитисячники
Список перших зимових сходжень на восьмитисячники. В порядку дати подолання вершини.
| № п/п | Назва вершини | Висота вершини | Дата першого зимового сходження | Перші підкорювачі вершини взимку                        | Примітки |
| ----- | ------------- | -------------- | ------------------------------- | ------------------------------------------------------- | --- |
| 1.    | Еверест       | 8848 м         | 17 лютого 1980                  | Кшиштоф Велицький Лешек Тіхи                            | Національна виправа під керівництвом Анджея Завади, перше зимове сходження на вершину восьмитисячника                                          |
| 2.    | Манаслу       | 8156 м         | 12 січня 1984                   | Мацей Бербека Ришар Гаєвські                            | Керівник закопанської експедиції: Лех Корніжевські                                                                                             |
| 3.    | Дхаулагірі    | 8167 м         | 21 січня 1985                   | Анджей Чок Єжи Кукучка                                  | Експедиція Глівицького високогірного клубу, керівник експедиції: Адам Більчевські                                                              |
| 4.    | Чо-Ойю        | 8153 м         | 12 лютого 1985                  | Мацей Бербека Мацей Павліковські                        | Польсько-канадська експедиція, керівник експедиції: Анджей Завада. Три дні пізніше за тим же маршрутом піднялися: Зигмунт Гейнріх, Єжи Кукучка |
| 5.    | Канченджанга  | 8598 м         | 11 січня 1986                   | Кшиштоф Велицький Єжи Кукучка                           | Керівник експедиції Глівіцького високогірного Клубу: Анджей Мачнік                                                                             |
| 6.    | Аннапурна     | 8091 м         | 3 лютого 1987                   | Артур Гайзер Єжи Кукучка                                | Керівник експедиції: Єжи Кукучка |
| 7.    | Лхоцзе        | 8511 м         | 31 грудня 1988                  | Кшиштоф Велицький                                       | Керівник польсько-бельгійської експедиції: Анджей Завада                                                                                       |
| 8.    | Шишабангма    | 8027 м         | 14 січня 2005                   | Пйотр Моравські Сімон Моро                              | Керівник експедиції: Ян Шульц |
| 9.    | Макалу        | 8463 м         | 9 лютого 2009                   | Сімон Моро Денис Урубко                                 | |
| 10.   | Гашербрум II  | 8035 м         | 2 лютого 2011                   | Сімон Моро Корі Річардс Денис Урубко                    | |
| 11.   | Гашербрум I   | 8068 м         | 9 березня 2012                  | Адам Белецкі Януш Голуб                                 | Керівник експедиції: Артур Гайзер |
| 12.   | Броуд-пік     | 8047 м         | 5 березня 2013                  | Мацей Бербека Адам Белецкі Артур Малєк Томаш Ковальські | Керівник експедиції: Кшиштоф Велицький. M. Бербека i T. Ковальські загинули                                                                    |
|       | К2            | 8611 м         | взимку не підкорено             |                                                         | |
|       | Нанга Парбат  | 8126 м         | взимку не підкорено             |                                                         | |

## Виноски
1. ↑  http://polskihimalaizmzimowy.pl/pages/posts/zimowe-wejscia-na-osmiotysieczniki-13.php [Архівовано 25 жовтня 2014 у Wayback Machine.] Зимові сходження на восьмитисячники. — 2010-04-30